# 2D2
Les 2D2 sont un type de locomotives électriques à courant continu acquises entre 1926 et 1951 par diverses compagnies françaises de chemin de fer. La disposition particulière des essieux (quatre essieux moteurs encadrés par deux bogies porteurs de deux essieux chacun) leur a conféré une allure caractéristique ainsi qu'une aptitude certaine à la vitesse. Elles seront peu à peu supplantées par les machines issues des séries BB 9200 et CC 7100. Elles ont aujourd'hui toutes été radiées.
Les séries ont été les suivantes :
- 2D2 400 de la SNCF, ex-E 400 de la Compagnie du chemin de fer de Paris à Orléans, livrées en 1926 par Ganz  ;
- 2D2 5000 de la SNCF, ex-E 4800 de la Compagnie des chemins de fer du Midi, livrées entre 1932 et 1936 par les CEF et AEG ;
- 2D2 5100 de la SNCF, ex-E 700 de la Compagnie du chemin de fer de Paris à Orléans, livrées entre 1934 et 1939 par Batignolles-Châtillon, Schneider-Westinghouse, OC Oerlikon et MTE ;
- 2D2 5300 de la SNCF, ex-prototypes pour la Compagnie du chemin de fer de Paris à Orléans, livrées en 1942 et 1943 par la SACM et Alsthom (ce sont en réalité des 2BB2) ;
- 2D2 5400 de la SNCF, ex-2D2 500 de la Compagnie des chemins de fer de l'État, livrées en 1936 et 1937 par la CEM et Fives-Lille ;
- 2D2 5500 dites : « Nez de cochon », « Femme enceinte » et « Waterman » de la SNCF, ex-E 500 de la Compagnie du chemin de fer de Paris à Orléans, livrées entre 1926 et 1943 par la CEM et Fives-Lille ;
- 2D2 9100 dites : « Batteuses » ou « Dragues » de la SNCF, livrées en 1950 et 1951 par la CEM et Fives-Lille.